# 柯蒂斯·斯卡帕罗蒂
柯蒂斯·迈克尔·“迈克”·斯卡帕洛蒂（英語：Curtis Michael "Mike" Scaparrotti，1956年3月5日—），美國陸軍上將退役，曾任北大西洋公約組織歐洲盟軍最高司令部司令、美国欧洲司令部司令，之前担任联合国军、驻韩美军、韓美聯合司令部司令。

## 军事生涯
1. 斯卡帕洛蒂是俄亥俄州洛根人，于1978年从西点毕业获少尉军衔，被分配到北卡罗来纳布拉格堡，在第82空降师325步兵团3营担任步兵排和反坦克排排长，之后升任作战参谋、连长。
2. 1984年，斯卡帕洛蒂在佐治亚本宁堡完成了步兵军官高级课程，随后，在南卡罗来纳大学获得行政教育硕士学位。
3. 1985年，回到西点，任技术参谋和校长副官，直至1988年。之后前往堪萨斯萊文沃思堡在美国陆军指挥参谋学院继续从事军事研究。
4. 1989年7月，分配到纽约德拉姆堡，在第10山地师87步兵团1营任作战参谋，随后在师部任作战科长。
5. 1992年到1994年，在陆军总人事司令部和陆军参谋长室任职。
6. 1994年5月，前往意大利维琴察，在南欧特遣队325空降战斗队第3营担任营长，此期间，曾参与在扎伊尔、卢旺达、波斯尼亚和黑塞哥维那和利比里亚等地的国际军事行动。
7. 1996年，在第10山地师，担任作战参谋，并在位于宾夕法尼亚州卡莱尔兵营的美国陆军战争学院继续他的研究工作。
8. 1998年，在陆军G3/5副参谋长办公室，任办公组长。
9. 1999年，回到初任军官的布拉格堡，任第82空降师2旅旅长。
10. 2001年到2003年，在联合参谋部作战部（J3）任副主任。
11. 2003年7月至2004年7月，参加伊拉克自由行动，担任第1装甲师分管机动的副师长。
12. 2004年8月至2006年7月，在母校西点担任学员队司令。
13. 此后，再次回到中东，中央司令部任作战作战总监（J3）。
14. 2008年10月1日，担任第82空降师师长，并率部部署至阿富汗东部，部队重组为敌82联合特遣队，任司令。
15. 2010年10月15日，回到华盛顿刘易斯堡，任第1军司令，兼刘易斯麦科德联合基地司令。2011年7月11日开始，兼任驻阿富汗国际维和部队司令部司令，和驻阿美军副司令。
16. 2012年7月， 任联合参谋部主任。
17. 2013年8月， 担任联合国军司令、美韩联军司令、驻韩美军司令。
18. 2016年5月， 担任美国欧洲司令部司令、北約歐洲盟軍最高司令部司令。